# Elena Franz
Elena Franz (en alemán Ellen Franz; 30 de mayo de 1839 - 24 de marzo de 1923) fue una actriz y pianista alemana.

## Biografía

### Primeros años
Creció en Berlín. Según Friedrich Martin von Bodenstedt, Ellen Franz hizo su primera aparición en el teatro de Meiningen en 1867.

### Matrimonio
El 18 de marzo de 1873 contrajo matrimonio —como tercera esposa— al Duque Jorge II de Sajonia-Meiningen en la Villa Feodora en Bad Liebenstein. Debido a su origen burgués, el Duque la ennobleció poco después de su matrimonio, como Baronesa von Heldburg, el título por el que sería conocida desde entonces. Este matrimonio morganático disgustó al emperador alemán Guillermo II hasta el punto que debido a su aversión por Elena no visitó el Palacio de Altenstein después de la reconstrucción llevada a cabo por Jorge II y completada en 1889.

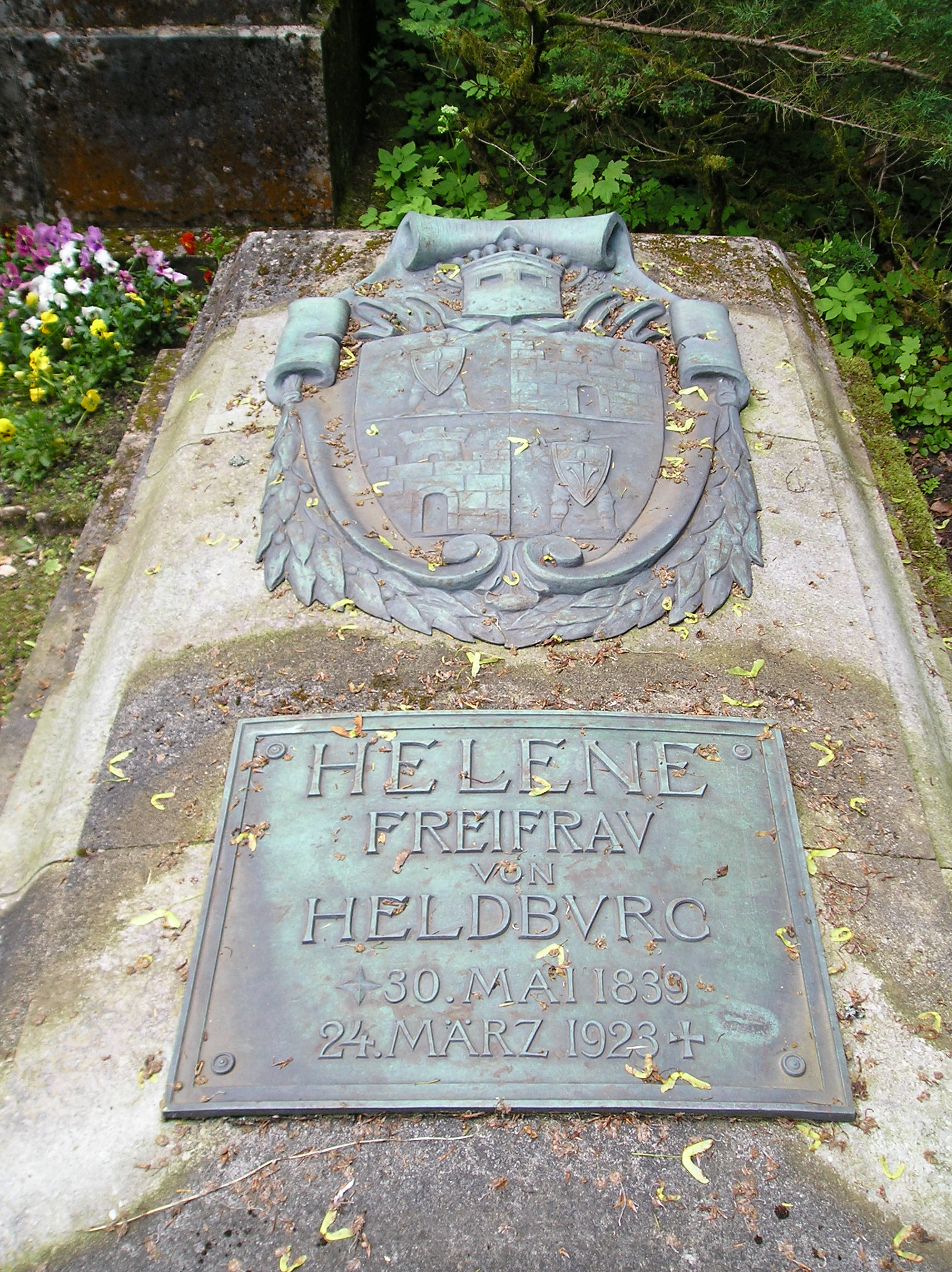
Tumba de Freifrau Helene von Heldburg en el Cementerio de Meiningen.

### Desarrollo del Teatro de Meiningen
El Duque y ella, junto con el director Ludwig Chronegk, establecieron los "Principios de Meiningen" (Meininger Prinzipien), una profunda reforma en la práctica teatral, y creó lo que se convertiría en el mundialmente famoso Ensamble de Meiningen (Meininger Hoftheater). Elena también implementó importantes cambios en la dramaturgia, así como fue responsable de compromisos y decisiones de interpretación y de la educación de los jóvenes estudiantes. Su marido Jorge II junto con Chronegk se encargaron de la dirección, y decidieron los escenarios y vestuarios apropiados.
Después de la muerte de su marido en 1914, Elena se retiró a su sede en el territorio, el Veste Heldburg. A partir de 1918 vivió en el palacio "Helenenstift", la residencia de su viudo construida en 1891/92. Murió en 1923, a la edad de ochenta y tres años, en Meiningen. Fue enterrada cerca del Duque Jorge II en una tumba común adecuada en el Cementerio de Meiningen.

## Títulos y tratamientos
Esta tabla aún no está actualizada. Puedes contribuir aportando información sobre títulos y tratamientos de esta persona.